# Saxia
Saxia  és un poema èpic heroicodescriptiu de la muntanya de Montserrat escrit pel monjo Dom Antoni Brenac al S. XVI. Està escrit en llatí medieval (el seu títol original és, de fet: Historia Regii Monasterii Montis Serrati seu Saxia). La seva mètrica segueix l'hexàmetre clàssic.